# نيكولا ماكسيموفيتش
نيكولا ماكسيوفيج  ((بالصربية: Никола Максимовић)‏) ولد في 25 تشرين الثاني / نوفمبر 1991) لاعب كرة قدم صربي يلعب في مركز الدفاع  لصالح نابولي ، و المنتخب الوطني الصربي.

## روابط خارجية
- نيكولا ماكسيموفيتش على موقع الاتحاد الدولي (مؤرشف)  (الإنجليزية)
- نيكولا ماكسيموفيتش على موقع الاتحاد الأوربي (الإنجليزية)
- نيكولا ماكسيموفيتش على موقع قاعدة بيانات كرة القدم.إي يو (الإنجليزية)
- نيكولا ماكسيموفيتش على موقع ناشيونال فوتبول تيمز (الإنجليزية)
- نيكولا ماكسيموفيتش على موقع Soccerway.com (الإنجليزية)
- نيكولا ماكسيموفيتش على موقع عالم كرة القدم.نت (الإنجليزية)
- نيكولا ماكسيموفيتش على موقع AS.com (الإسبانية)